# Sociedad Española de Biología Evolutiva
La Sociedad Española de Biología evolutiva (SESBE) es una sociedad científica española creada en octubre de 2003 y cuyos fines son la promoción, estudio y difusión de la biología evolutiva.

## Fines
Los fines de la Sociedad Española de Biología Evolutiva, según queda recogido en sus Estatutos, son: 

- Promover y difundir la Biología Evolutiva en España en sus aspectos científico, tecnológico y aplicado, y divulgativo, así como fomentar las relaciones entre los miembros a través de sesiones científicas, medios de difusión electrónicos y manifestaciones de carácter análogo
- Prestar un especial interés a la promoción cultural de la Biología Evolutiva y a la enseñanza de la misma, sirviendo como centro de información y difusión entre los interesados.

## Presidencia de la Sociedad Española de Biología Evolutiva
- 2005-2009 - Desde su fundación en 2005 el presidente fue el biólogo y etólogo Manuel Soler Cruz
- 2009 - Desde noviembre de 2009 el presidente es el biólogo y genetista Andrés Moya.[2][3][4]